# Тарлув (гмина)
Тарлув (пол. Tarłów) — сельская гмина (волость) в Польше, входит как административная единица в Опатувский повет, Свентокшиское воеводство. Население — 5805 человек (на 2004 год).

## Демография
| Перепись                       | Всего   | Всего | Женщины | Женщины | Мужчины | Мужчины |
| ------------------------------ | ------- | ----- | ------- | ------- | ------- | ------- |
| Единицы                        | человек | %     | человек | %       | человек | %       |
| Население                      | 5805    | 100   | 3011    | 51,9    | 2794    | 48,1    |
| Плотность населения (чел./км²) | 35,4    | 35,4  | 18,4    | 18,4    | 17,1    | 17,1    |

## Соседние гмины
1. Гмина Аннополь
2. Гмина Балтув
3. Гмина Чмелюв
4. Гмина Юзефув-над-Вислой
5. Гмина Липско
6. Гмина Ожарув
7. Гмина Солец-над-Вислой